# Vertrag von Altmark

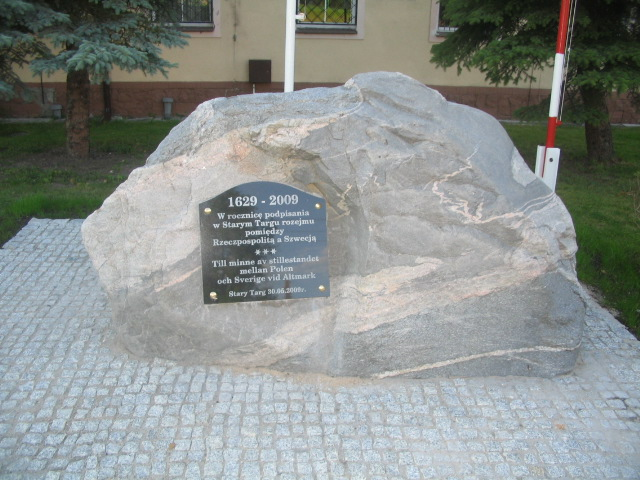
Ein Denkmal in Altmark zur Erinnerung an den Waffenstillstand mit Schweden 1629

Der Vertrag von Altmark (schwedisch Stillståndet i Altmark, polnisch Rozejm w Altmarku) war ein auf sechs Jahre geschlossener Waffenstillstandsvertrag vom 25. September 1629 zwischen der Republik Polen-Litauen und dem Königreich Schweden. Der Waffenstillstand beendete die Kriegshandlungen der Jahre 1600–1629. 

## Hintergrund
Vorangegangen waren Schlachten in Livland und in der Endphase der Kriege auf preußischem Boden zwischen König Gustav Adolf auf schwedischer Seite und polnischer Truppen unter Hetman Stanisław Koniecpolski zusammen mit kaiserlichen Hilfstruppen unter Hans Georg von Arnim-Boitzenburg. Die kaiserlichen Truppen hatten gemeutert oder sich auf die Seite Gustav Adolfs geschlagen, da unter anderem die Soldzahlungen der polnischen Krone ausgeblieben waren, auch kamen Friedensvorschläge aus verschiedenen Ländern. Nach wechselvollen Kämpfen, in denen beider Seiten Truppen an Hunger und Seuchen litten, sah sich schließlich König Sigismund von Polen genötigt in Waffenstillstandsverhandlungen einzuwilligen. 
Der Vertrag wurde in Altmark, einer Kleinstadt des Königlichen Preußens in der Nähe von Danzig, geschlossen.

## Folgen
Schweden wurde im Besitz von Schwedisch-Livland mit Riga, der Weichselmündung mit Elbing und den preußischen Häfen Frauenburg, Tolkemit, Braunsberg, Pillau, Fischhausen, Lochstädt und Memel (ohne Danzig, Königsberg und Putzig) unter der Verwaltung von Axel Oxenstierna bestätigt. Die schwedische Krone erhielt außerdem das Recht den polnischen Warenhandel über den Ostseehafen Danzig mit 3,5 % zu bezollen. Durch die Eroberungen und die Einnahmen aus den preußischen Häfen, war es König Gustav Adolf möglich, Schwedens Eintritt in den Dreißigjährigen Krieg im Heiligen Römischen Reich an der Seite der Protestanten zu finanzieren. Der brandenburgische Kurfürst, der in Personalunion als Herzog von Preußen formell noch Lehnsmann der polnischen Krone war, hatte sein Land entgegen den Forderungen Gustav Adolfs, sich auf die anti-kaiserliche Seite zu begeben, als neutral erklärt. Er war ein Schwager des schwedischen Königs und als Schadenersatz erhielt er die Städte Marienburg, Stuhm, das Danziger Hauptwerder und das Große Werder bzw. Marienburger Werder (polnisch Żuława Wielka) im Weichseldelta in Sequestration, als Kompensation für den Verlust der Region um Pillau, allerdings verpflichtete er sich diese Städte und Ländereien nach dem Auslaufen des Waffenstillstands an die Schweden auszuhändigen, während der kurländische Herzog Mitau zurückbekam.
Das Altmarker Traktat kam maßgeblich unter Vermittlung der französischen Diplomatie mit Baron Hercule de Charnacé zustande und wurde durch das Königreich England mit Sir Thomas Roe, die Niederlande, das Kurfürstentum Brandenburg unterstützt und im Vertrag von Stuhmsdorf, 1635, unter Aufgabe der Zölle und der schwedischen Eroberungen in Preußen, für mehrere Jahrzehnte verlängert.